# 石蜑螺
石蜑螺（学名： or Clithon retropictum），是原始腹足目蜑螺科石蜑螺属的一种。主要分布于韩国、日本、中国大陆、台湾，常栖息在平缓河川出海口的石头上。